# Diario La Estrella
Diario La Estrella es un periódico en español con sede en Dallas (del estado de Texas en EE. UU.) que se publica los sábados, y es editado por "The McClatchy Company".
Fue fundado en 1994 y es miembro de "The Associated Press".
El periódico ganó el Premio Katie en el 2004 y premio Texas APME en 2007, como mejor periódico en un mercado editorial grande.
La sede se encuentra en Fort Worth: 400 West Seventh Street.
Fort Worth, Texas 76102

## Contenido
1. Noticias Locales
2. Noticias de Texas y EE. UU.
3. Noticias de México
4. Noticias de Las Américas
5. Noticias del Mundo
6. Deportes
7. Entretenimiento

Secciones especiales:
1. Empleos
2. Autos
3. Bienes Raíces
4. Compras
5. Clasificados

En la sección de "Gente" figura:
1. Estilo
2. Horóscopo
3. Calendario
4. Vacaciones
5. Media Kit

Además tiene secciones de Editorial, Opinión y Columnistas.